# École de sculpture bruxelloise

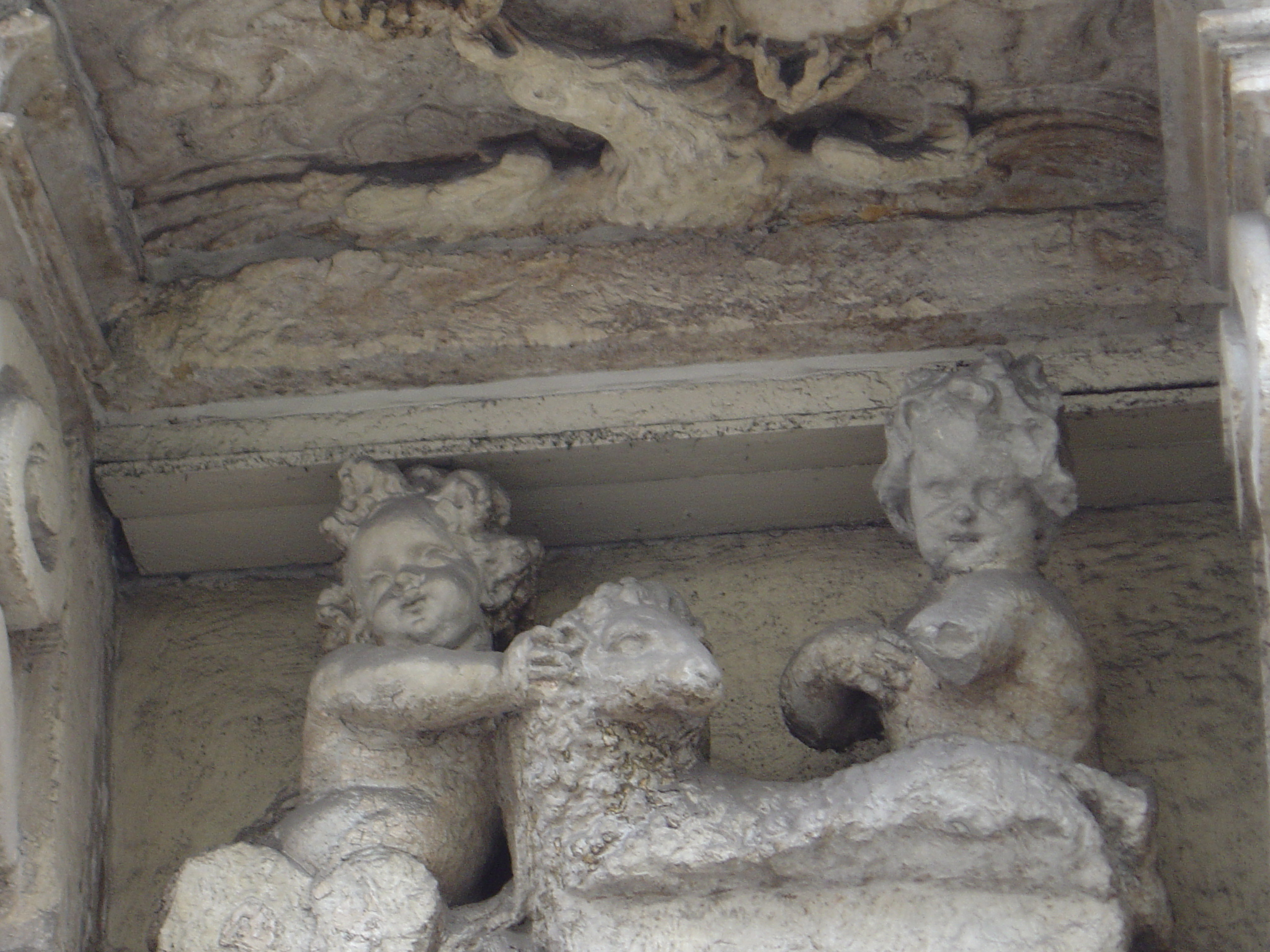
Sculpture de l'Agneau Blanc à Bruxelles, par Pierre Van Dievoet, 1696.

La sculpture bruxelloise est attestée du Moyen Âge jusqu'à nos jours. La ville de Bruxelles a été sans interruption un centre de formation autonome à l'art de la sculpture et a produit une longue continuité de sculpteurs, nés et formés à Bruxelles où qui y sont venus pour y faire leur formation. Principalement en ce qui concerne la production des « ymagiers », auteurs surtout de retables en bois, on a parlé d'école de sculpture bruxelloise tout comme on parle d'école de peinture bruxelloise.
La destruction de presque l'ensemble des œuvres des sculpteurs bruxellois d'avant le bombardement de 1695 rend difficile l'étude stylistique d'œuvres d'artistes dont seul le nom reste connu à travers les archives. Toutefois l'on ne peut pas mésestimer le rôle de Bruxelles, ville de cour, dans son apport et son influence dans le cadre général de la sculpture flamande.

## Historique

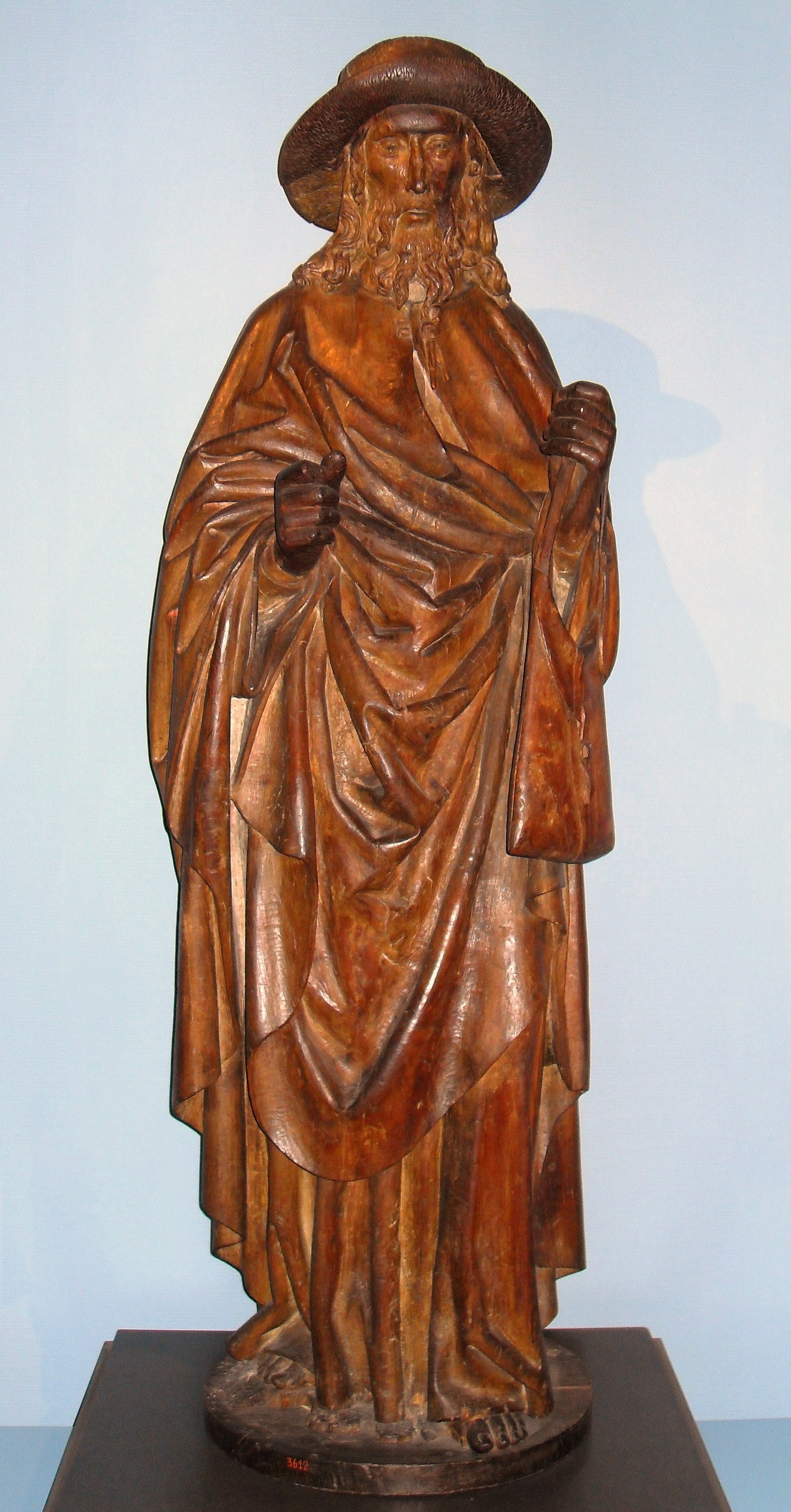
Jacques le Majeur, sculpture sur bois, XVe siècle, école de sculpture bruxelloise

La sculpture bruxelloise commence à briller avec l'arrivée du sculpteur hollandais Claus Sluter qui a probablement été  formé à Bruxelles, où il est enregistré en 1379 sur le registre de la corporation des tailleurs de pierre sous le nom de Claes de Slutere van Herlamen et qui y vécut de 1380 à 1385, avant de s'installer à Dijon.
L'art sculptural à Bruxelles, que certains ont appelé "école de sculpture bruxelloise", commence à s'affirmer avec éclat dans la seconde moitié du XIVe siècle et a continué sans interruption sur sa lancée grâce à la formation corporative ininterrompue durant les XVe et XVIe siècles. Les caractères originaux de son style ont fait l'objet d'études. 
Autour de 1500, les sculpteurs de retables les plus notables étaient les Borreman(s) (notamment : Jan Borreman, l'Ancien et le Jeune, et Passchier Borreman).  
Parmi les sculpteurs ayant tiré le plus de profit de la politique culturelle des archiducs Albert et Isabelle figurent l'anversois Robrecht Colyns de Nole et le Bruxellois Duquesnoy l'Ancien (surtout connu pour son Manneken-Pis).  
Jusqu'à la fin de l'Ancien Régime, la formation des sculpteurs à Bruxelles se fit surtout dans le cadre de la corporation des Quatre-Couronnés et fut reprise ensuite par l'Académie royale des beaux-arts de Bruxelles.
Jusqu'à présent toutefois, la sculpture bruxelloise a été peu étudiée dans son ensemble et ses représentants ont fait l'objet de très peu de recherches comme c'est le cas pour la sculpture des anciens Pays-Bas.
Bruxelles, à côté de Malines et d'Anvers a néanmoins joué un rôle dynamique dans le domaine de la sculpture dans les anciens Pays-Bas, qui mérite d'être étudié tout autant que l'école anversoise ou l'école malinoise. Les archives témoignent de l'existence de nombreux ateliers actifs et formant des apprentis. Les sculpteurs de Louvain subissant l'influence de Bruxelles.

## Peut-on parler d'école de sculpture bruxelloise?
Malgré l'existence ininterrompue depuis le Moyen Âge d'une tradition sculpturale et d'une formation dans l'art de la sculpture à Bruxelles qui s'est perpétuée au sein de la corporation des Quatre-Couronnés, 
il n'existe pas d'unanimité sur l'utilité descriptive et distinctive du terme "école de sculpture bruxelloise"[réf. nécessaire] parce que (1) les sculpteurs rangés sous ce drapeau n'étaient pas tous originaires de Bruxelles, (2) formés à Bruxelles ou (3) ont travaillé à Bruxelles que pour en temps limité (comme Duquesnoy qui appartenait toutefois à une famille de sculpteurs biens implantés à Bruxelles) ou pas exclusivement et (4) il n'y a pas de continuité de style au cours de six siècles[réf. nécessaire],.  Il est clair que la portée et la signification exacte du terme 'école de sculpture bruxelloise' restent encore à préciser, alors qu'on parle d'école de sculpture anversoise ou malinoise, pour lesquelles on pourrait faire les mêmes remarques que ci-dessus. Il ne faut pas être né dans une ville ou y rester à demeure pour faire partie de son école artistique. Memling né en Allemagne fait bien partie de l'école brugeoise. L'on parle aussi d'école de peinture bruxelloise.

## Quelques représentants connus de l'art sculptural à Bruxelles
Parmi les sculpteurs nés à Bruxelles et y ayant reçu leur première formation, on peut citer :
- Adolphe van Troestenbergh, mort assassiné avant 1527 par Antoine II Keldermans le fameux architecte[10], fils de Hans (Joannes) Troestenbergh, cité comme faiseur d'orologes à Bruxelles en 1485[11].
- François Duquesnoy
- Jérôme Duquesnoy l'Ancien
- Jérôme Duquesnoy le Jeune
- Nicolas Diedon alias Nicolas Diodone[12].
- Gérard van Opstal[13].
- Marc de Vos.
- Pierre Van Dievoet.
- Jean Cosyn.
- Jean van Delen.
- Corneille van Nerven.
- Jean Dekinder.
- Jacques Bergé.
- Jean-Baptiste Fleuriot-Lescot.
- Godecharle.
- François Lejeune.

## Liste de sculpteurs admis comme maîtres aux Quatre-Couronnés de Bruxelles
La liste qui suit donne le nom de maîtres du métier des Quatre-Couronnés de Bruxelles, ainsi que de certains de leurs apprentis.
- 1469 : Jean Gesellekens, beeldesnidere à Bruxelles, vers 1469.
- 1469 : Aerd (Arnould) Moens, beeldesnidere à Bruxelles vers 1469.
- 1513 : Arnoud Zadoon, beeldesnidere, cité en 1513.
- 1515 : Jacques Daret, sculpteur à Bruxelles, cité en 1515.
- 1621. André Lanckmans, cité comme maître en 1621. Il eut comme apprentis :
  - Nicolas Popluer, étranger à Bruxelles, reçu comme apprenti le 17 octobre 1621.
  - Henri Lanckmans, étranger à Bruxelles, apprenti chez André Lanckmans en 1623.
- 1621. Arnould Coens, cité comme maître en 1621, déjà actif en 1614. Il eut comme apprenti :
  - Nicolas de Prez, étranger à Bruxelles, reçu comme apprenti  le 2 novembre 1621, il mourut avant d'être passé maître.
- 1621. Josse Sterck ou Stercx, cité comme maître en 1621. Il eut comme apprentis :
  - Antoine Hulsbos, bourgeois de Bruxelles, reçu apprenti le 30 novembre 1621.
  - Jean Suetens, reçu apprenti chez Josse Stercx le 12 mars 1625.
  - Henri Bormans, apprenti chez Josse Stercx en 1625.
- 1621. Nicolaes Diodoni (ou Nicolas Diedon ou Diodone), cité comme maître en 1621, fut doyen des Quatre-Couronnés, il était encore vivant en 1642. Il compte parmi ses apprentis :
  - Gérard van Opstal, bourgeois de Bruxelles par naissance, reçu apprenti chez Nicolas Diodone le 30 novembre 1621.
  - Philippe de Knibbes, reçu apprenti chez Nicolas Diodone le 2 octobre 1642.
- 1621. Laurent Sterckx, prête serment de maître le 4 décembre 1621. Il eut comme apprenti :
  - Nicolas Willems, bourgeois de Bruxelles, reçu apprenti le 22 juin 1622.
- 1621. Abraham Van Avont, prête serment de maître le 23 avril 1621. Il eut comme apprentis :
  - Pierre Van Avont, étranger à Bruxelles, reçu apprenti le 11 septembre 1622 et fut admis comme maître en 1625, encore actif en 1631.
  - Mathieu Steps, fils de Mathieu, bourgeois de Bruxelles, reçu apprenti chez Abraham Van Avont le 1er mai 1631.
  - Josse Denens, apprenti chez Abraham Van Avont en 1625.
- 1622. Pierre Van Avont, étranger à Bruxelles, reçu comme apprenti chez Abraham Van Avont le 11 septembre 1622, fut ensuite reçu maître en 1625. Il est encore cité en 1631. Il eut comme apprentis :
  - Charles Raes, bourgeois de Bruxelles, apprenti chez Pierre Van Avont en 1631.
  - Thomas de Liewet, bourgeois de Bruxelles, apprenti chez Pierre Van Avont en 1631.
  - Guillaume Van Avont, premier fils de maître, reçu apprenti chez Pierre Van Avont sans doute son père, en mars 1647.
- 1622. Jérôme du Quesnoy, cité comme maître alors qu'il n'avait que vingt ans. Il eut comme apprentis :
  - Ghislain Poille, étranger à Bruxelles, reçu apprenti le 12 juin 1622.
  - Henri Steps, premier fils de maître, apprenti chez Jérôme du Quesnoy en 1625.
- 1622. Louis Blondel, cité comme maître en 1622. Il eut comme apprenti :
  - François Van Cauwenberg, bourgeois de Bruxelles, reçu apprenti le 13 décembre 1622.
- 1623. Jacques Cassenée, admis comme maître le 1er janvier 1623.
- 1623. François Van Bleyenberch, admis comme maître le 11 février 1623.
- 1625. Pierre Van Vuytrecht, ayant fait son apprentissage à Anvers, est reçu maître en 1625.
- 1625. Pierre Van Avont, étranger à Bruxelles, reçu apprenti le 11 septembre 1622 chez Abraham Van Avont et fut admis comme maître en 1625, encore actif en 1631.
- 1631. Roland Kips, admis comme maître en 1631.
- 1641. Jean Tons, admis comme maître le 21 mars 1641.
- 1641. Vincent Anthoni alias Anthoine est reçu maître le 26 juillet 1641. Il eut comme apprentis :
  - Gilles de Winde, reçu apprenti chez Vincent Anthoni le 4 octobre 1642.
  - Guillaume du Gailler, reçu apprenti chez Vincent Anthoni le 25 septembre 1643.
  - Jean de Craen, premier fils de maître, reçu apprenti chez Vincent Anthoni entre les Saint-Jean 1652 à 1653, deviendra maître en 1662.
  - François du Sarth, reçu apprenti chez Vincent Anthoni entre les Saint-Jean de 1656 à 1657.
- 1643. Jean de Monsi, cité comme maître en 1643.
- 1650. Nicolas Sterck ou Stercx, reçu maître en 1650. Il eut comme apprentis :
  - Nicolas Melincx, étranger à Bruxelles, reçu apprenti chez Nicolas Sterck entre les Saint-Jean 1653 et 1654.
  - Jacques Van de Putte, premier fils de maître, reçu apprenti chez Nicolas Sterck entre les Saint Jean de 1656 à 1657.
- 1650. Tobie de Lelis, reçu maître en 1650. Il eut comme apprentis :
  - Pierre Lodewycx, bourgeois de Bruxelles, reçu apprenti chez Tobie de Lelis entre les Saint-Jean 1652 et 1653.
  - Jean Cabiliaux, bourgeois de Bruxelles, reçu apprenti chez Tobie de Lelis entre les Saint-Jean de 1653 à 1654.
- 1651. Arnould (Van) Moerevelt, reçu maître en 1651. Il eut comme apprentis :
  - Philippe de Backer, reçu apprenti chez Arnould Moerevelt entre les Saint-Jean de 1655 à 1656. Il devint maître en 1666.
  - Nicolas Renart, à partir de la Noël 1656, apprenti chez Arnould Moerevelt.
  - Jean Cosyns, apprenti en 1659 chez Arnould Moereveld depuis le Carnaval, fut admis comme maître en 1678.
- 1653. François Van der Meren, admis comme maître en 1653.
- 1653. Pierre Van Obberghen, admis comme maître en 1653.
- 1653. Jean Van Denis, cité comme maître en 1653. Il eut comme apprenti :
  - Jean Van Avont, bourgeois de Bruxelles, reçu apprenti chez Jean Van Denis entre les Saint-Jean de 1653 à 1654.
- 1654. Jean Voorspoel, admis comme maître en 1654. Il eut comme apprenti :
  - Gabriel de Grupello[15].
- 1655. Renier Van den Put, cité comme maître en 1655.
- 1656. Philippe de Huiwer, admis comme maitre en 1656.
- 1660. Guillaume Stetins, admis comme maître en 1660.
- 1662. Jean de Craen, admis comme maître en 1662, après avoir été apprenti chez Vincent Anthoni.
- 1663. Jean Van Berlamont, admis comme maître en 1663.
- 1664. Jean Roos, admis comme maître en 1664.
- 1664. Jean van Delen, admis comme maître.
- 1666. Philippe de Backer, chez Arnould Moerevelt en 1655, reçu apprenti dans le courant de l'année entre la Saint-Jean 1655 et 1656. Fut reçu maître en 1666.
- 1669. Jean Huygeloos, admis comme maître en 1669.
- 1670. Henri Van den Schilde, admis comme maître en 1670.
- 1673. Thierry Willekens Van Weede, admis comme maitre en 1673.
- 1673. Gabriel Gripello, admis comme maître en 1673.
- 1674. Pierre Stercx, admis comme maître en 1674.
- 1675. Marc de Vos, admis comme maître en 1675.
- 1678. Jean Cosyns, apprenti en 1659 chez Arnould Moereveld depuis le Carnaval, fut admis comme maître en 1678.
- 1678. Pierre Van Stichelen, admis comme maître en 1678.
- 1683. Maximilien Stercx, admis comme maître en 1683.
- 1684. Raphaël Van den Schilde, admis comme maître en 1684.
- 1687. François Ballaert, admis comme maître en 1687.
- 1687. Jean-Baptiste Meerevelt, admis comme maître en 1687.
- 1688. Jean-Baptiste Lambillot, admis comme maître en 1688.
- 1688. Jean Michiels, admis comme maître en 1688.
- 1688. Jean Huens, admis comme maître en 1688.
- 1688. Jean Van den Schilde, admis comme maître en 1688.
- 1693. Barthélemi de Noteleer, admis comme maître en 1693.
- 1695. Pierre Van Dievoet, admis comme maitre en 1695.
- 1696. Corneille van Nerven[16], admis comme maître en 1696.
- 1697. Jean Van der Meeren, admis comme maître en 1697.
- 1698. Henri de Vos, admis comme maitre en 1698.
- 1705. François Pletincx, admis comme maitre en 1705.
- 1710. Jean Van Avont, admis comme maître en 1710.
- 1710. Albert de Backer, admis comme maître en 1710.
- 1711. Pierre Stercx, admis comme maitre en 1711.
- 1712. Jean de Kinder, admis comme maitre en 1712.
- 1713. Pierre-Denis Plumier, admis comme maitre en 1713.
- 1715. Gilles-Guillaume Ballant, admis comme maître en 1715.
- 1715. Jean-Baptiste Van der Haeghen, admis comme maître en 1715.
- 1716. Jean de Witte, admis comme maître en 1715.

### Livres imprimés
- Messager des sciences historiques, des arts et de la bibliographie de Belgique, Gand, année 1854 : "Archives des Arts, des Sciences et des lettres, sculpteurs et sculptures, Noms des sculpteurs qui ont fait partie du métier des Quatre-Couronnés à Bruxelles, depuis 1621 à 1716". Exemplaire en ligne.
- Guillaume Des Marez, L'architecte Jean Van Ruysbroeck et le XVe siècle Bruxellois, Bruxelles, 1923.
- J. Duverger, De Brusselsche steenbickeleren, beeldhouwers, bouwmeesters, metselaars enz. der XIVe en XVe eeuw, Gand, 1933.
- Annales de la Société royale d'archéologie de Bruxelles
- Brigitte D’Hainaut-Zveny, Miroirs du sacré. Les retables sculptés à Bruxelles. XVe – XVIe siècles, CFC-Éditions, Bruxelles, 2005,  (ISBN 2-930018-55-0).
- Georges-Henri Dumont, Histoire de Bruxelles : biographie d'une capitale, Bruxelles : Le Cri éditions, 2001, pp. 181-182.

### Manuscrit
- Notice des peintres, sculpteurs, architectes et graveurs, natifs de Bruxelles, avec la liste de leurs principaux ouvrages. Manuscrit in-folio de 223 pages, provenant de la bibliothèque de Georges-Joseph Gérard, acquise par le gouvernement des Pays-Bas et transposée à La Haye[17]. (À la suite d'un échange, la bibliothèque de Georges-Joseph Gérard, reposant à La Haye, est revenue à Bruxelles vers 2010 (?) et a intégré les collections de la Bibliothèque Royale Albert Ier à Bruxelles).